# Прапрот
Прапрот (словен. Praprot) је насељено место у општини Семич, регија Југоисточна Словенија, Словенија.

## Историја
До територијалне реорганизације у Словенији био је у саставу старе општине Чрномељ.

## Становништво
У попису становништва из 2011. године, Прапрот је имао 54 становника.
| Број становника према пописима | Број становника према пописима | Број становника према пописима |
| ------------------------------ | ------------------------------ | ------------------------------ |
| 1991                           | 2002                           | 2011                           |
| 42                             | 53                             | 54                             |

Напомена: Године 2000. смањено за део насеља од којег је настало ново самостално насеље Совинек са деловима насеља Оскоршница и Цокловца.